# Heineken Open 2011
L'Heineken Open 2011 è stato un torneo di tennis giocato sul cemento nella categoria ATP World Tour 250 series nell'ambito dell'ATP World Tour 2011. È stata la 55ª edizione dell'Heineken Open. Si è giocato nell'ASB Tennis Centre di Auckland in Nuova Zelanda, dal 10 al 15 gennaio 2011.

## Partecipanti

### Teste di serie
| Nazionalità | Giocatore             | Ranking* | Testa di serie |
| ----------- | --------------------- | -------- | -------------- |
| Spagna      | David Ferrer          | 7        | 1              |
| Spagna      | Nicolás Almagro       | 15       | 2              |
| Stati Uniti | John Isner            | 19       | 3              |
| Spagna      | Albert Montañés       | 25       | 4              |
| Argentina   | Juan Mónaco           | 26       | 5              |
| Argentina   | David Nalbandian      | 27       | 6              |
| Brasile     | Thomaz Bellucci       | 31       | 7              |
| Germania    | Philipp Kohlschreiber | 34       | 8              |

* Le teste di serie sono basate sul ranking al 3 gennaio 2011.

### Altri partecipanti
I seguenti giocatori hanno ricevuto una wildcard per il tabellone principale:
- Nicolás Almagro
- Arnaud Clément
- Michael Venus

I seguenti giocatori sono passati dalle qualificazioni:

- Adrian Mannarino
- Bobby Reynolds
- Pere Riba
- Michael Russell

## Campioni

### Singolare
David Ferrer ha battuto in finale  David Nalbandian con il punteggio di 6–3, 6–2.
- È il 1º titolo dell'anno per Ferrer, il 10° della sua carriera, e il 2° in questo torneo avendolo già vinto nel 2007.

### Doppio
Marcel Granollers /  Tommy Robredo hanno battuto in finale  Johan Brunström /  Stephen Huss con il punteggio di 6–4, 7–6(6)